# سهرین
سهرین، روستایی از توابع بخش قره‌پشتلو شهرستان زنجان در استان زنجان ایران است.

## جمعیت
این روستا در دهستان قره‌پشتلو بالا قرار دارد و براساس سرشماری مرکز آمار ایران در سال ۱۳۸۵، جمعیت آن ۲٬۳۰۹ نفر (۶۰۲خانوار) بوده‌است.